# أدولفو رودريغيز سا
ادولفو رودريغيز سا (بالإسبانية: Adolfo Rodríguez Saá)‏ (و. 1947 – م) هو محام، وسياسي من الأرجنتين ولد في سان لويس.

## التعليم
تعلم في جامعة بوينس آيرس.